# Ursula Bright
Ursula Bright, geborene Mellor (* 5. Juli 1835; † 5. März 1915 in Kensington, London), war eine englisch-britische Frauenrechtlerin und Aktivistin für Eigentumsrechte von verheirateten Frauen.

## Leben

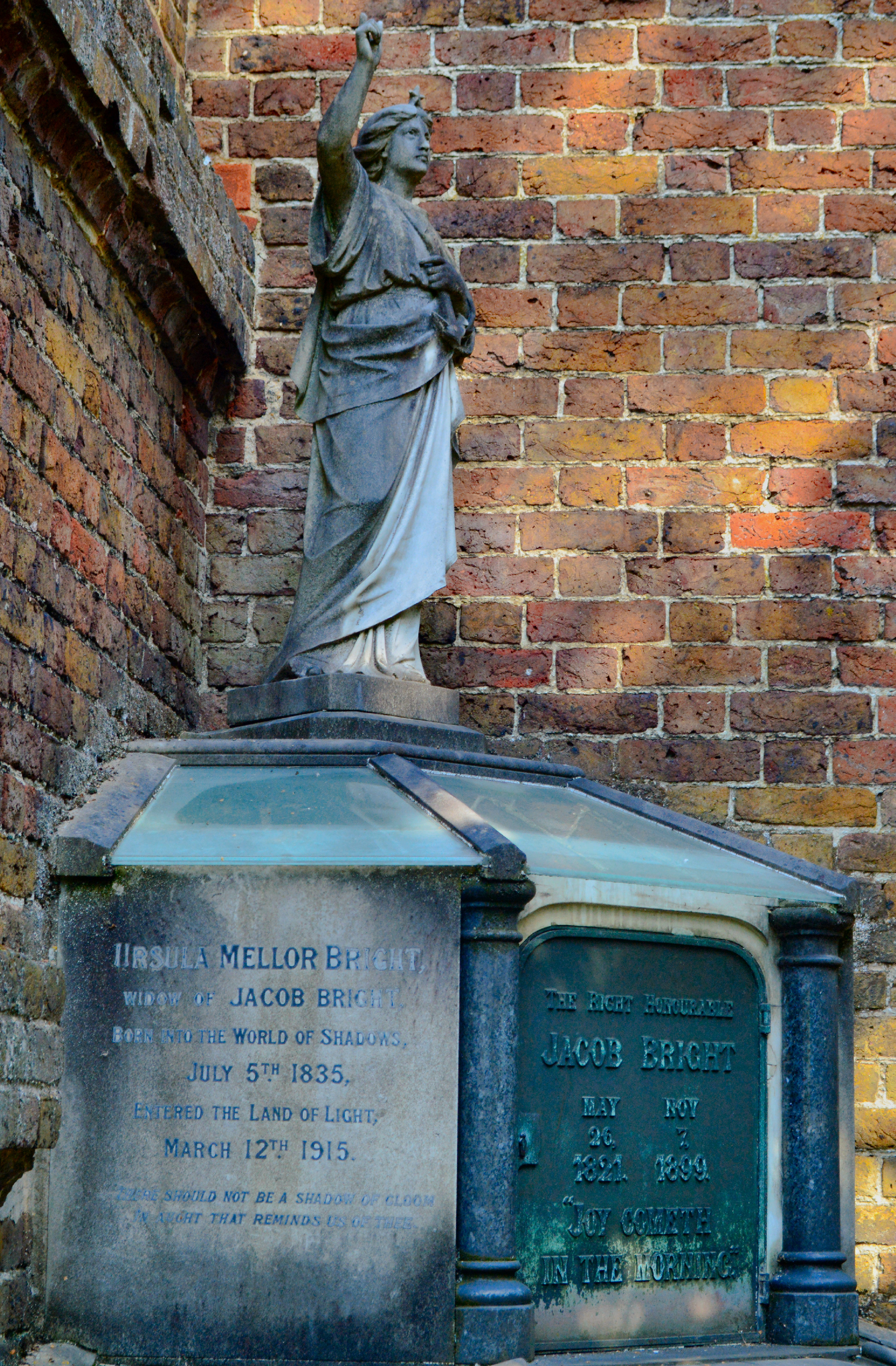
Bright memorial, St Georges Church, Esher

Bright wurde als Tochter von Joseph Mellor und Catherine Mellor, geborene Pennington, geboren. Ihr Vater, ein Liverpooler Kaufmann, ihr Bruder und ihr Onkel, der liberale Parlamentsabgeordnete Frederick Pennington, waren für ihren Einsatz für die Rechte von Frauen bekannt. 1855 heiratete sie Jacob Bright, den Parlamentsabgeordneten für Manchester, ebenfalls ein Unterstützer des Frauenwahlrechts. Sie und ihr Mann waren 1867 Gründungsmitglieder der Manchester Society for Women's Suffrage. Bright und Lydia Becker, die Sekretärin der Organisation, ermutigten Lilly Maxwell, eine verwitwete Ladenbesitzerin, deren Name irrtümlich im Wählerverzeichnis für den Wahlkreis Manchester aufgetaucht war, bei einer Nachwahl am 26. November 1867 ihre Stimme abzugeben und damit einen Präzedenzfall zu erzeugen, was bis vor den Court of Common Pleas gelangte. Jacob Bright, den sie wählte und der den Sitz gewann, erwähnte Maxwells Stimme in seiner Siegesrede und beschrieb sie als „eine fleißige, ehrliche Person, die ihre Steuern genauso zahlt wie Sie“.
Bright war 1869 Gründungsmitglied der Ladies National Association for the Repeal of the Contagious Diseases Acts, die einseitig , die Prostituierte kriminalisierten. Sie wurde Schatzmeisterin des Married Women's Property Committee und blieb dort bis zur Verabschiedung des Married Women’s Property Act 1882 aktiv. Dieses Gesetz gab verheirateten Frauen das Recht, über ihr eigenes Eigentum selbst zu verfügen. Elizabeth Cady Stanton schrieb den Erfolg der Verabschiedung des Gesetzes Bright zu: „Zehn Jahre lang widmete sie diesem Gesetz ihre besondere Aufmerksamkeit […] sie war unermüdlich in ihren Bemühungen, rollte Petitionen auf, verteilte Traktate und hielt Versammlungen ab.“ Die Verabschiedung des Married Women's Property Act für Bright auch ein Wendepunkt in ihrer Einstellung zum Frauenwahlrecht, da vorher nicht der Ansicht gewesen war, dass verheiratete Frauen das Wahlrecht benötigten.
Bright wird dann auch Verdienst an der Verabschiedung des Local Government Act 1894 zugeschrieben, der das für Wahlen von Gemeinderäten, County councilsoder District councils vorhandene Wahlrecht von alleinstehenden, Steuern zahlenden Frauen auf bestimmte verheiratete Frauen ausweitete.
Bright hatte fünf Kinder, von denen allerdings zwei Söhne innerhalb von vierzehn Tagen an Diphtherie starben. Zwei weitere Söhne wurden geboren, gefolgt von einer Tochter Esther im Jahr 1868.
Zu Brights Schwager und Schwägerinnen gehörten John Bright, Priscilla Bright McLaren und Margaret Bright Lucas, mit denen sie einige ihrer politischen Überzeugungen gemein hatte.
In den 1890er Jahren begann sich Bright für die Theosophie zu interessieren. Sie spendete Annie Besant, die mit ihrer Tochter befreundet war, 3.000 Pfund für deren Anliegen.
Bright starb am 15. März 1915 in ihrem Haus in Kensington, wo sie seit einiger Zeit an Arthrose litt. Diese Erkrankung hinderte sie wohl auch daran in der Hochzeit der Frauenwahlrechtsbewegung  vor dem ersten Weltkrieg akiv in Erscheinung zu treten.